# Genti Egyetem
A Genti Egyetem (hollandul Universiteit Gent, rövidítve UGent) a világrangsorban a 69. helyen lévő belga egyetem. Gentben, Kelet-Flandria fővárosában működik, a legnagyobb európai egyetemek egyike, tizenegy karán mintegy 41 000 diák tanul, több mint 9000 kutató, oktató irányításával.

## Története
1817-ben I. Vilmos holland király alapította. A belga szabadságharc (1830–1831) után, amikor az önálló belga állam megszületett, ez lett annak az első flamand nyelvű egyeteme.

## Leírása
Az egyetem számos tudományágban kínál kurzusokat, a művészet, a tudomány területén, alapítványai jóvoltából, az első olyan belga felsőoktatási intézmény, amely bármilyen nemű, etnikai hovatartozású, vallású vagy politikai ideológiájú hallgatókat fogad. Tagja a CESAER és a Santander-csoportnak, amelyek a kutatás terén a legfejlettebb oktatási központokat tömörítik. Az egyetem tekinthető az egyik legjobb belga egyetemnek (a Leuveni Katolikus Egyetem mellett); következetesen megjelenik a világ egyetemi rangsora élén. 2010 és 2017 között az összesített szempontok alapján a legjobb 100 egyetem között szerepelt, utóbb már a legjobb 70 között.

## Képgaléria

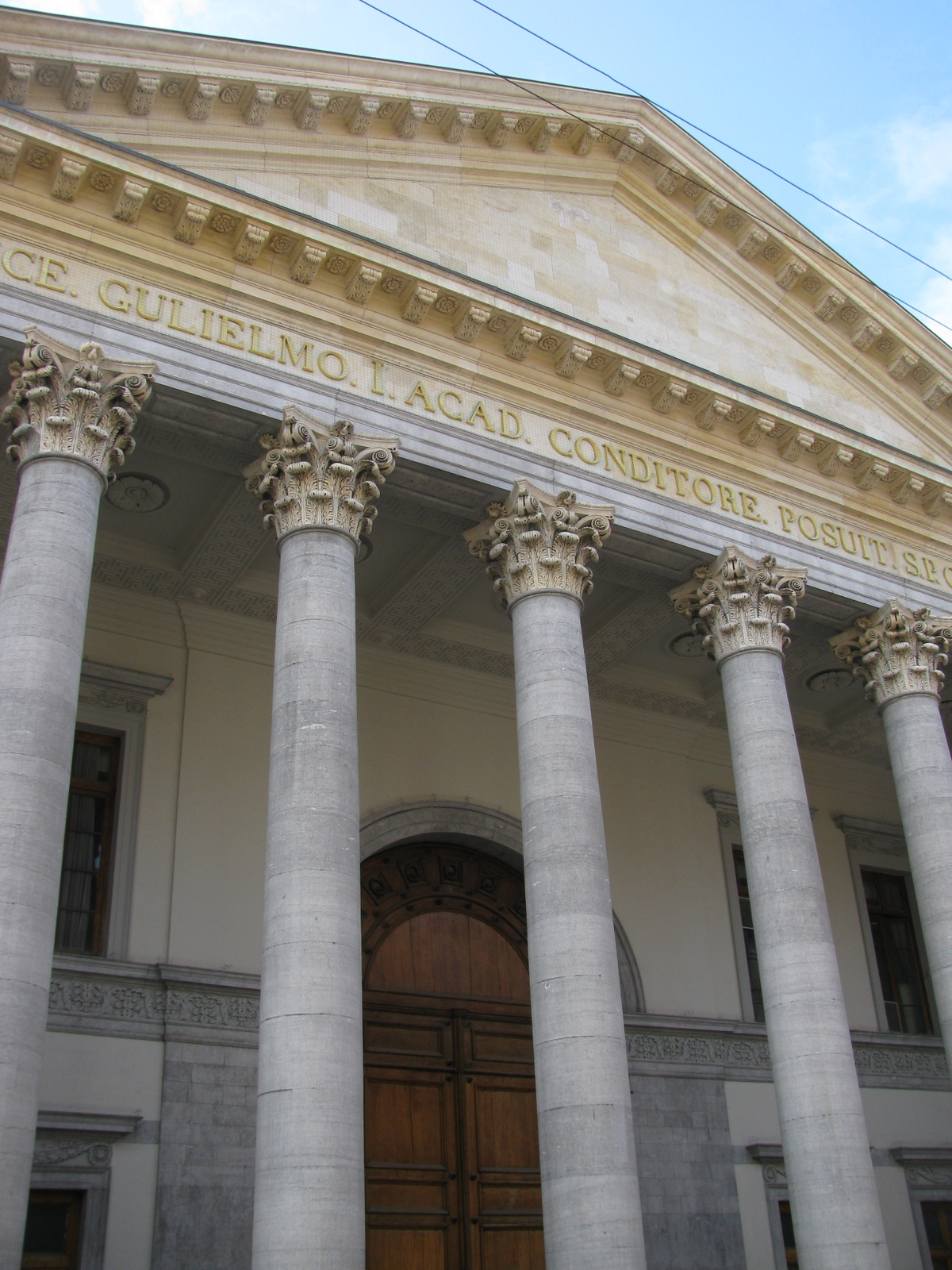
Az aula bejárata
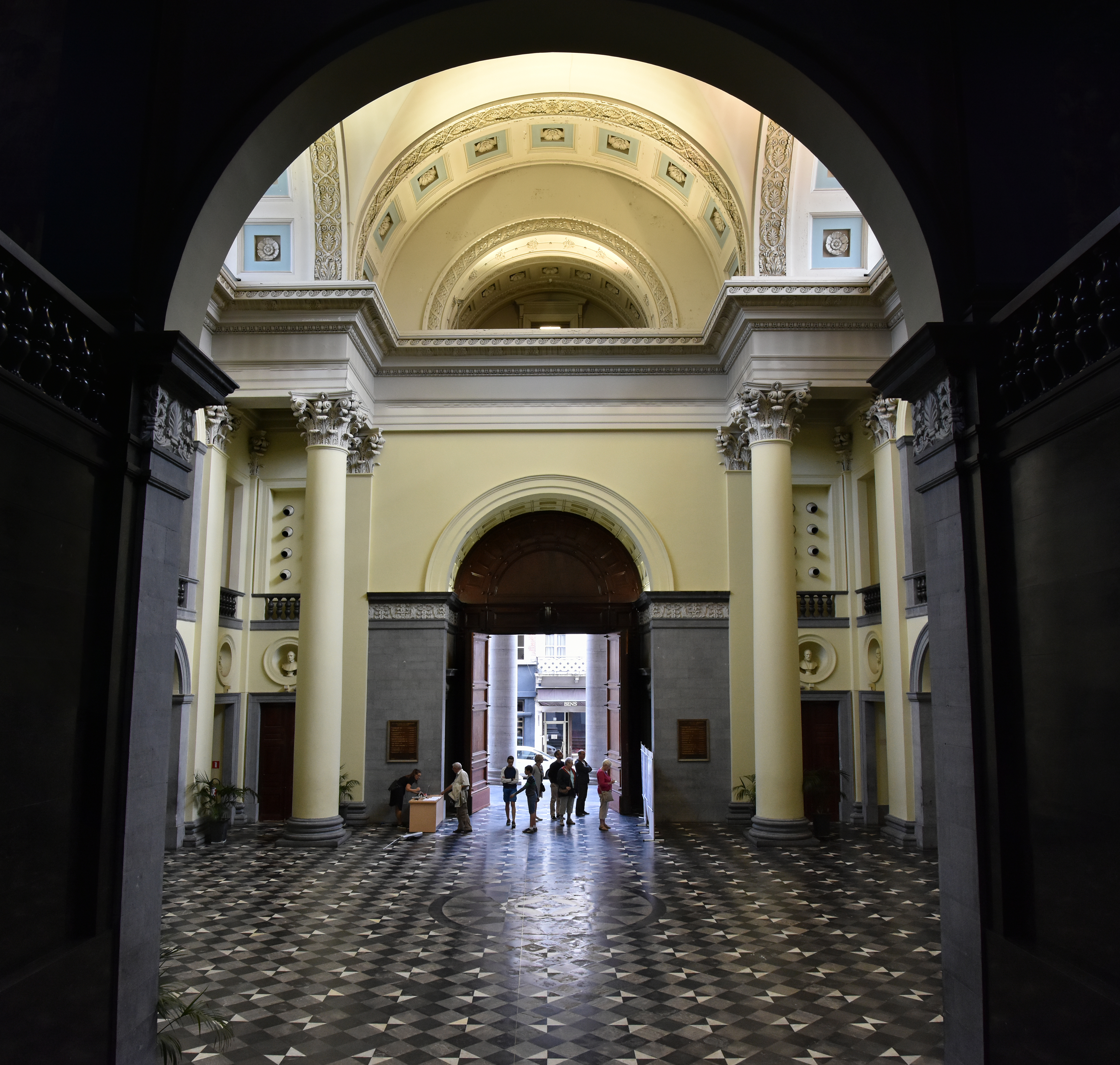
Az aula
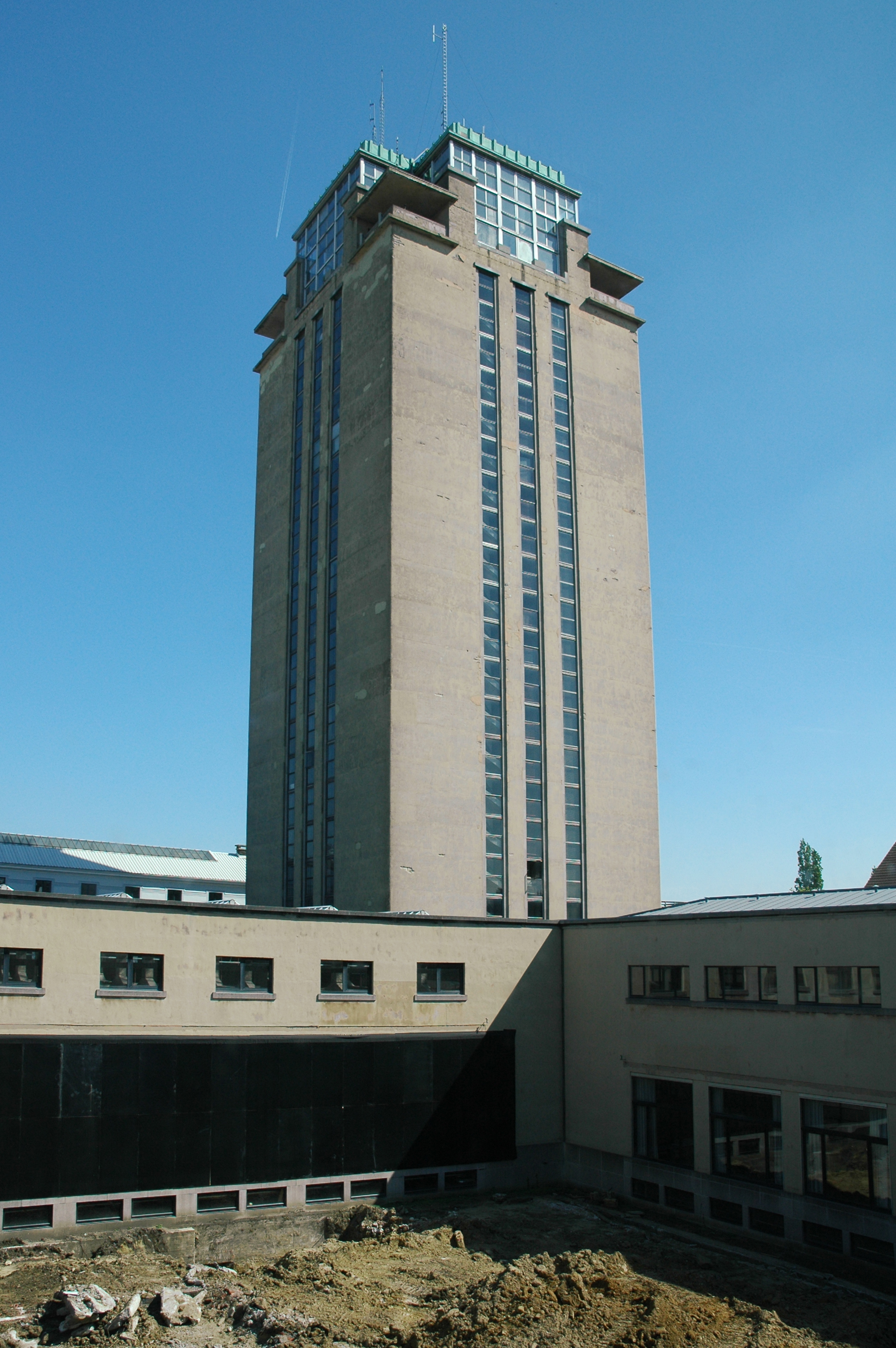
A Turris-könyvtár
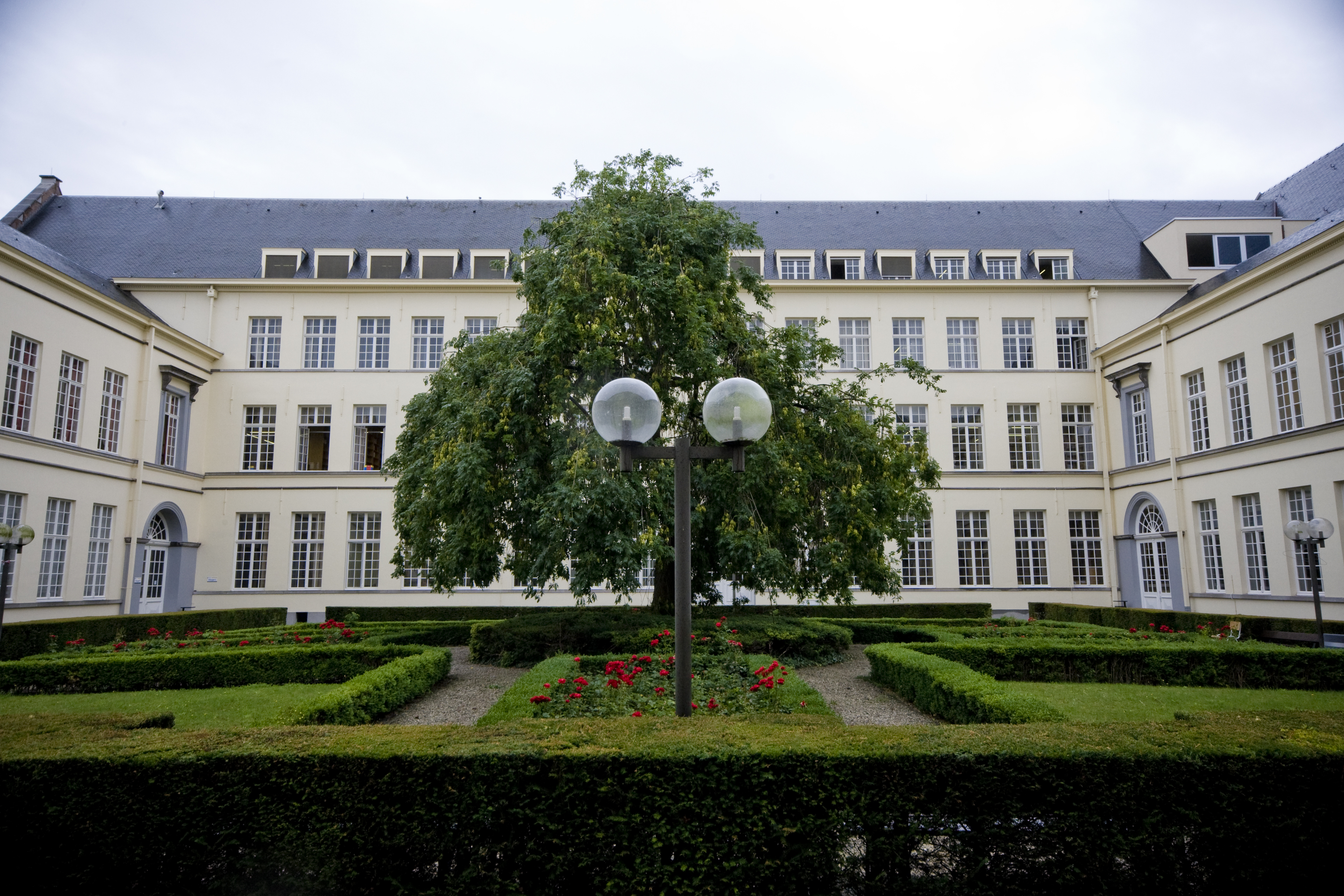
A jogi kar épülete
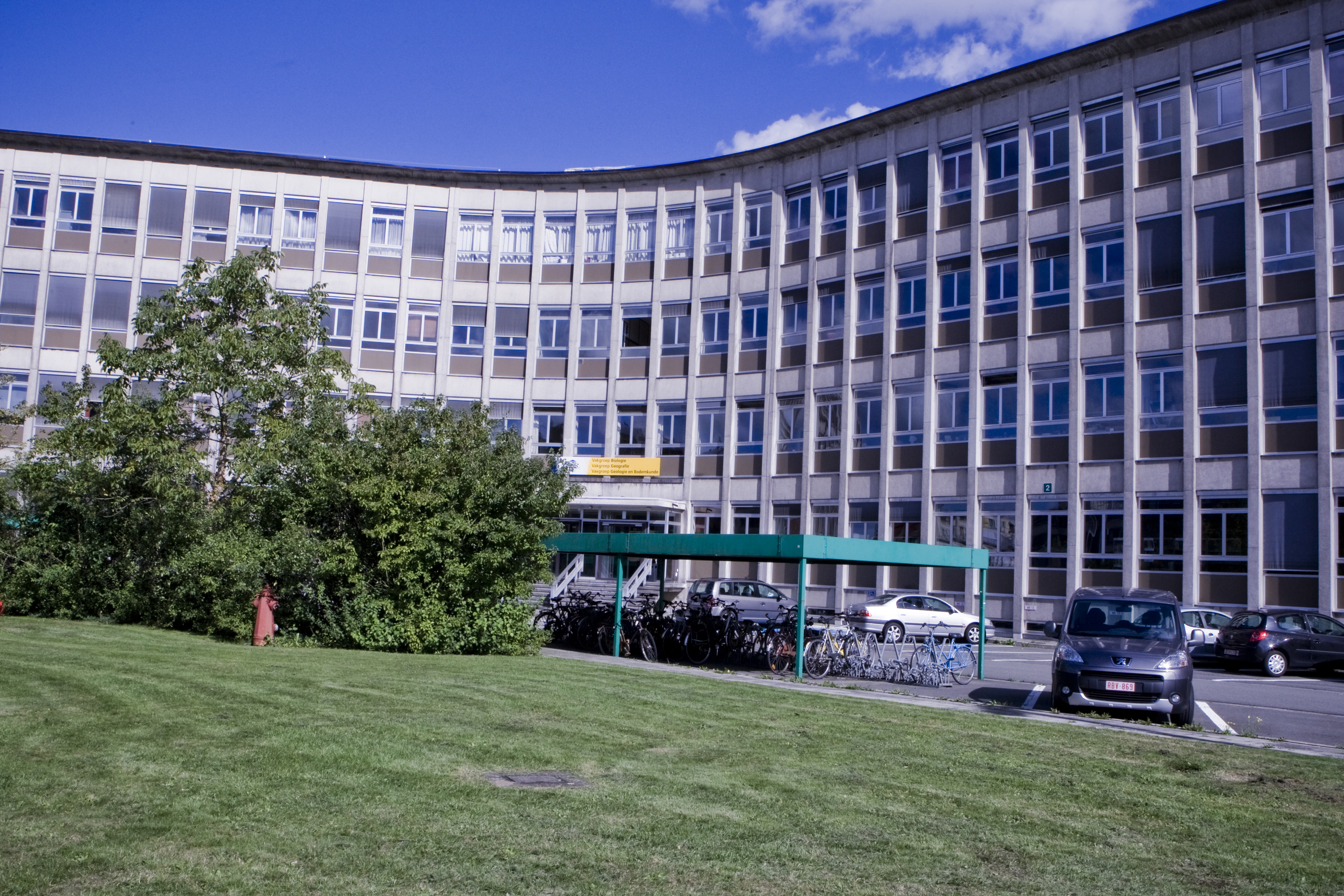
A De Sterre-campus
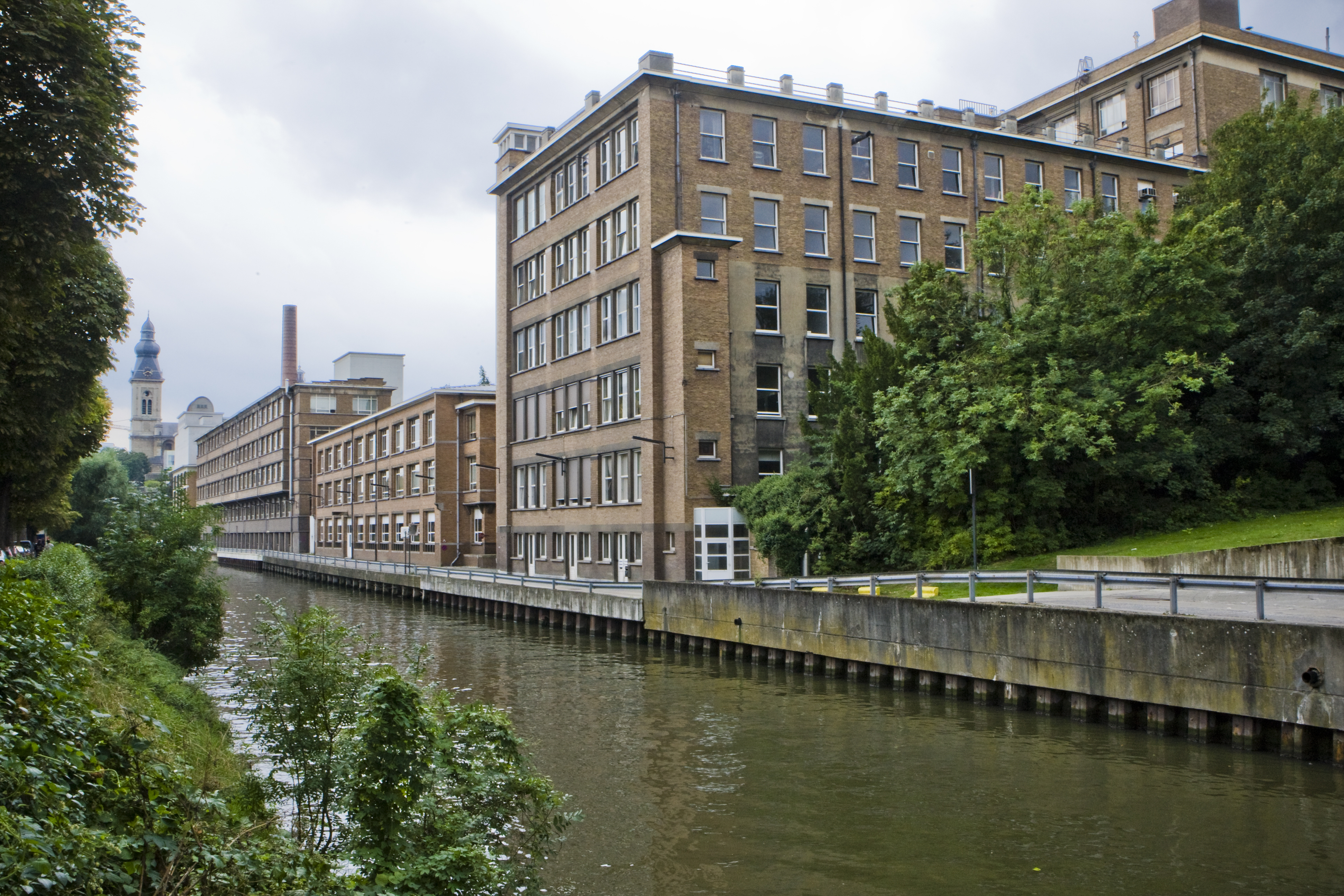
A mérnökkar

## Fordítás
- Ez a szócikk részben vagy egészben  az   Università di Gand című olasz Wikipédia-szócikk ezen változatának fordításán alapul.  Az eredeti cikk szerkesztőit annak laptörténete sorolja fel. Ez a jelzés csupán a megfogalmazás eredetét és a szerzői jogokat jelzi, nem szolgál a cikkben szereplő információk forrásmegjelöléseként.